# Креон (Коринт)
Вижте пояснителната страница за други значения на Креон.
Креон (на старогръцки: Κρέων, Kreon) в гръцката митология е цар на Коринт през 14 век пр.н.е.
Той е син на Ликет. Според Хигин Митограф Креон е син на тиванеца Менекей. Съпруг е на Меропа и баща на Хипот и на Главка, която е наричана също Креуза.
Алкмеон изпраща при Креон в Коринт за възпитание децата си Тисифона и Амфилох от пророчицата Манто, дъщеята на Тирезий. Жената на Креон от ревност продала в робство красивата Тисифона. Неподожиращият нищо Алкмеон, купил собствената си дъщеря.
Когато Язон идва в Коринт, Креон му обешава дъщеря си Главка за жена. Тогава Язон се разделя от любимата си Медея. За отмъщение Медея изпраща омагьосана рокля на Главка. Когато Креон помага на дъщеря си да се облече, роклята се запалва и двамата изгарят. Според Хигин Митограф подаръкът е една корона.